# Mike Muuss

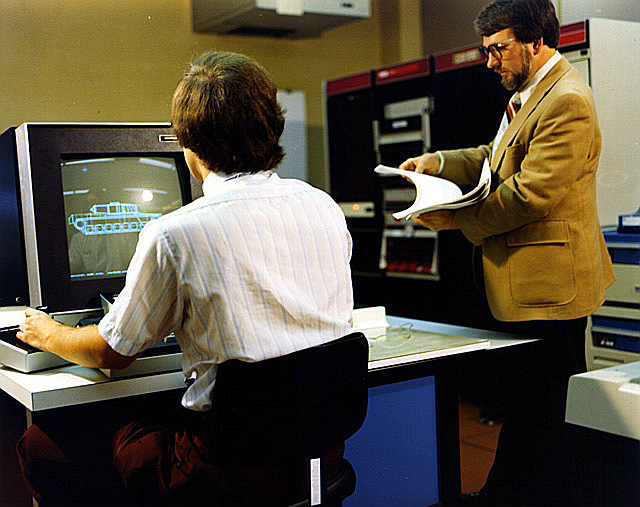
Mike Muuss (links) arbeitet mit einem BRL-CAD-Programm

Michael John Muuss (* 16. Oktober 1958 in Iowa City, Iowa; † 20. November 2000 in Havre de Grace, Maryland) war Autor des freien Netzwerkprogramms Ping.
Bis zu seinem Tod war er Wissenschaftler bei der US Army im wissenschaftlichen Labor von Maryland und beschäftigte sich mit Geometrie, Raytracing sowie Computernetzwerken. Er schrieb eine ganze Anzahl von Programmen und Netzwerkprogrammen, jedoch bringt man mit ihm am häufigsten das nur 1000 Zeilen lange Ping-Programm (geschrieben im Dezember 1983 am Ballistic Research Laboratory) in Verbindung.
Aufgrund seiner Nützlichkeit wurde Ping in sehr vielen Betriebssystemen implementiert, obwohl es ursprünglich für BSD geschrieben wurde.
Von der USENIX Association bekam Muuss 1993 eine Auszeichnung für sein Lebenswerk. Im November 2000 starb er bei einem Autounfall.